# CE Operário Várzea-Grandense
CE Operário Várzea-Grandense  is een Braziliaanse voetbalclub uit Várzea Grande in de staat Mato Grosso. De club staat ook wel bekend als CEOV.

## Geschiedenis
De club werd opgericht in 1949 als Clube Esportivo Operário Várzea-Grandense. In 1958 speelde de club voor het eerst in de hoogste klasse van de staatscompetitie en was daarmee de eerste stad van buiten Cuiabá die daarin slaagde. In 1964 werden ze voor het eerst kampioen. Hoewel er al sinds 1959 de Taça Brasil gespeeld werd, een eindronde voor de staatskampioenen, waar de landskampioen bepaald werd, namen de clubs uit Mato Grosso hier niet aan deel, behalve aan de laatste editie in 1968. Als staatskampioen van 1967 nam Operário deel en werd twee in een groep van drie achter Atlético Goianiense en werd zo in de eerste ronde uitgeschakeld.
Ook bij de invoering van de Série A in 1971 was er voor 1976 geen plaats voor de kampioen van Mato Grosso. In 1979 mocht de club wel aantreden en bereikte de club de tweede groepsfase. In 1984 plaatste de club zich een tweede keer en bereikte ook nu de tweede groepsfase. De club won van Coritiba en Botafogo, maar werd uiteindelijk derde achter Coritiba en America waardoor ze uitgeschakeld werden. Twee jaar later nam de club een laatste keer deel en werd nu laatste. Hierna veranderde het competitieformat en kregen de clubs uit Mato Grosso geen directe toegang meer tot de Série A. In 1987 en 1992 nam de club nog deel aan de Série B, waar ze al eerder drie keer aan hadden deelgenomen, maar ook dit werd geen succes.
In 1994 werd de club nog kampioen en speelde in de Série C, maar werd daar laatste in zijn groep. Door financiële problemen werd de club opgedoekt. Opvolger EC Operário nam de plaats van de club in en won ook twee staatstitels. Na een slechte notering in 2000 werd deze club echter ook opgedoekt.
Ook nu werd er een opvolger opgericht met de naam EC Operário, deze club nam in 2005 de naam Operário FC aan en werd in 2006 kampioen. In 2011 degradeerde de club en in 2014 werd het oude CE Operário Várzea-Grandense nieuw leven in geblazen en ging de club terug van start in de hoogste klasse. Om zich van het nieuwe Operário FC te onderscheiden wordt ook wel de afkorting CEOV gebruikt. In 2016 en 2017 speelden beide clubs zelfs in de hoogste klasse.

## Erelijst
Campeonato Mato-Grossense
1964, 1967, 1968, 1972, 1973, 1974, 1983, 1985, 1986, 1987, 1994, 2002